# Andrei Bykov
Andrei Bykov, właśc. Andriej Wiaczesławowicz Bykow, ros. Андрей Вячеславович Быков (ur. 10 lutego 1988 w Moskwie) – szwajcarski hokeista pochodzenia rosyjskiego. Reprezentant Szwajcarii.
Syn hokeisty i trenera Wiaczesława Bykowa.

## Kariera
- Fribourg-Gottéron U20 (2003-2007)
- Düdingen (2005)
- Fribourg-Gottéron (2005-)

Urodził się w Moskwie, gdy jego ojciec grał w tym czasie w klubie CSKA. Karierę hokejową rozpoczynał w szwajarskim Fryburgu, wówczas jego ojciec występował tamtejszym zespole Fribourg-Gottéron. Andrei Bykov jest wychowankiem i zawodnikiem tej drużyny w rozgrywkach National League A. We wrześniu 2013 przedłużył kontrakt z klubem o trzy lata, a w październiku 2016 o kolejne cztery lata.
W barwach reprezentacji juniorskich Szwajcarii uczestniczył w turniejach mistrzostw świata juniorów do lat 18 edycji 2006 oraz mistrzostw świata juniorów do lat 20 edycji 2007, 2007.

## Sukcesy
Reprezentacyjne
- Awans do MŚ do lat 18 Elity: 2006 ze Szwajcarią

Klubowe
- Srebrny medal mistrzostw Szwajcarii: 2013 z Fribourg-Gottéron

Indywidualne
- National League A (2012/2013)[3]:
  - Czwarte miejsce w klasyfikacji asystentów w sezonie zasadniczym: 33 asyst
  - Siódme miejsce w klasyfikacji kanadyjskiej w sezonie zasadniczym: 46 punktów
  - Trzecie miejsce w klasyfikacji asystentów w fazie play-off: 13 asyst
  - Trzecie miejsce w klasyfikacji kanadyjskiej w fazie play-off: 17 punktów